# Lithothelium microsporum
Lithothelium microsporum är en lavart som beskrevs av R. C. Harris. Lithothelium microsporum ingår i släktet Lithothelium och familjen Pyrenulaceae.   Inga underarter finns listade i Catalogue of Life.